# Religio Athletae
Religio Athletae (dt.: Die Religion des Athleten) ist nach Pierre de Coubertin die quasi-religiöse Hingabe, mit der Spitzensportler ihren Sport betreiben, an ein positives Ergebnis glauben und sich im fairen Wettstreit mit anderen messen. Demnach entspricht der Wettkampf dem Ritual eines Gottesdienstes, die Teilnahme an den Olympischen Spielen ist das zu erstrebende Maximum der religio athletae. Sie kann als ein wesentlicher Bestandteil des Olympismus gelten. Coubertin hat die am Ende des 19. Jahrhunderts verbreitete Idee von Arthur Alfred Lynch übernommen, der sie in Versform verherrlicht hat.